# Comida a domicilio
Comida a domicilio hace referencia a:
- La actividad económica consistente en la elaboración y transporte de comida desde un establecimiento industrial, alimentario u hostelero hasta el domicilio del cliente. Puede referirse tanto a la comida rápida (pizza, hamburguesa, bocadillo, tapas, etc.); como al denominado cáterin, de mayor sofisticación o una nueva tendencia que es "comida sana a domicilio".

- Una de las facetas de la asistencia domiciliaria, una forma de asistencia social en la que se facilita comida en su propio hogar a personas en situación de pobreza, marginación o dependencia leve (ancianos, discapacitados, etc.), que le permite vivir en su propio domicilio aunque no esté en condiciones de prepararse su propia comida. También sirve para mantener un seguimiento diario (o en su caso, un plazo mayor) y proporcionarle un mínimo contacto social y afectivo.